# Liste des sous-marins de l'Italie
La liste des sous-marins de l'Italie, regroupe les sous-marins commandés ou exploités par la Regia Marina (1861-1946) et de la Marina Militare (1946-présent) au fil des ans.

## À l'époque de la Regia Marina
Regia Marina (Drapeau usuel de 1861-1946)

### Classe Delfino
- Delfino (1892)

### Classe Glauco (1903)
- Glauco
- Narvalo
- Otaria
- Squalo
- Tricheco

### Classe Foca (1908)
- Foca

### Classe Medusa(1912)
- Medusa
- Argo
- Fisalia
- Jalea
- Jantina
- Salpa
- Velella
- Zoea

### Classe Atropo (1913)
- Atropo (1913)

### Classe Nautilus(1911)
- Nautilus
- Nereide

### Classe Pullino(1912)
- Giacinto Pullino
- Galileo Ferraris

### Classe Argonauta (1914)
- Argonauta - commandé en tant que Svyatoy Georgi par la Marine impériale russe.

### Classe Balilla (1915)
- Balilla - commandé en tant que SM U-42 par la Kaiserliche Marine.

### Classe S (britannique)italien (1915)
- S 1 (1915)
- S 2 (1915)
- S 3 (1915)

### Classe A(1915) (sous-marins de poche)
- A 1
- A 2
- A 3
- A 4
- A 5
- A 6

### Classe B(1915) (sous-marins de poche)
- B 1
- B 2
- B 3

### Classe W (britannique)italien (1916)
- W1 (1914)
- W2 (1915)
- W3 (1915)
- W4 (1915)

### Type UC I(allemand)
- X1 ex-sous-marin allemand UC-12 (1916)

### Classe Pacinotti(1916)
- Antonio Pacinotti
- Alberto Guglielmotti

### Classe F(1916)
- F 1
- F 2
- F 3
- F 4
- F 5
- F 6
- F 7
- F 8
- F 9
- F 10
- F 11
- F 12
- F 13
- F 14
- F 15
- F 16
- F 17
- F 18
- F 19
- F 20
- F 21

### Classe N(1916)
- N 1
- N 2
- N 3
- N 4
- N 5
- N 6

### Classe H(1916)
Basé sur le sous-marin type Holland 602.
- H 1
- H 2
- H 3
- H 4
- H 5
- H 6
- H 7
- H 8

### Classe X 2(1916)
- X 2
- X 3

### Classe Pietro Micca(1915)
- Pietro Micca
- Angelo Emo
- Luigi Galvani
- Lorenzo Marcello
- Lazzaro Mocenigo
- Evangelista Torricelli

### Classe Barbarigo(1915)
- Agostino Barbarigo
- Giacomo Nani
- Andrea Provana
- Sebastiano Veniero

### Classe Mameli(1925)
- Pier Capponi
- Giovanni da Procida
- Goffredo Mameli
- Tito Speri

### Classe Balilla(1928)
- Antonio Sciesa
- Balilla
- Domenico Millelire
- Enrico Toti

### Classe Vettor Pisani(1925)
- Giovanni Bausan
- Marcantonio Colonna
- Des Geneys
- Vettor Pisani

### Classe Bandiera(1928)
- Fratelli Bandiera
- Luciano Manara
- Ciro Menotti
- Santorre Santarosa

### Classe Ettore Fieramosca (1926)
- Ettore Fieramosca

### Classe Bragadin(1927)
- Marcantonio Bragadin
- Filippo Corridoni

### Classe Squalo(1930)
- Squalo
- Delfino
- Narvalo
- Tricheco

### Classe Settembrini(1928)
- Luigi Settembrini
- Ruggiero Settimo

### Classe Argonauta(1932)
- Argonauta
- Fisalia
- Jalea
- Jantina
- Medusa
- Salpa
- Serpente

### Classe Sirena(1933)
- Ametista
- Anfitrite
- Diamante
- Galatea
- Naiade
- Nereide
- Ondina
- Rubino
- Sirena
- Smeraldo
- Topazio
- Zaffiro

### Classe Archimede(1934)
- Archimede
- Evangelista Torricelli
- Galileo Ferraris
- Galileo Galilei

### Classe Glauco(1935)
- Glauco
- Otaria

### Classe Pietro Micca
- Pietro Micca

### Classe Calvi(1935)
- Pietro Calvi
- Giuseppe Finzi
- Enrico Tazzoli

### Classe Argo(1936)
- Argo
- Velella

### Classe Perla(1936)
- Ambra
- Berillo
- Corallo
- Diaspro
- Gemma
- Iride
- Malachite
- Onice
- Perla
- Turchese

### Classe Adua(1937)
- Adua
- Alagi
- Aradam
- Ascianghi
- Axum
- Beilul
- Dagabur
- Dessiè
- Durbo
- Gondar
- Gondar
- Lafolè
- Macallè
- Neghelli
- Scirè
- Tembien
- Uarsciek
- Uebi Scebeli

### Classe Foca(1936)
- Foca
- Atropo
- Zoea

### Classe CA(1938) (sous-marins de poche)
Type 1:
- CA1
- CA2

Type 2:
- CA3
- CA4

### Classe Marcello(1938)
- Agostino Barbarigo
- Comandante Cappellini
- Comandante Faà di Bruno
- Enrico Dandolo
- Angelo Emo
- Lorenzo Marcello
- Lazzaro Mocenigo
- Francesco Morosini
- Giacomo Nani
- Andrea Provana
- Sebastiano Veniero

### Classe Brin(1938)
- Benedetto Brin
- Luigi Galvani
- Alberto Guglielmotti
- Archimede
- Evangelista Torricelli

### Classe Liuzzi(1939)
- Console Generale Liuzzi
- Alpino Bagnolini
- Capitano Tarantini
- Reginaldo Giuliani

### Classe Marconi(1939)
- Alessandro Malaspina
- Leonardo da Vinci
- Luigi Torelli
- Maggiore Baracca
- Michele Bianchi
- Guglielmo Marconi

### Classe Ammiragliou Classe Cagni (1939)
- Ammiraglio Cagni
- Ammiraglio Caracciolo
- Ammiraglio Millo
- Ammiraglio Saint-Bon

### Classe Platino(1941) ou Classe Acciaio
- Acciaio
- Alabastro
- Argento
- Asteria
- Avorio
- Bronzo
- Cobalto
- Giada
- Granito
- Nichelio
- Platino
- Porfido
- Volframio

### Classe CM(sous-marins de poche)
- CM1
- CM2

### Classe Flutto(1942) ou Classe Tritone
Type 1:
- Tritone
- Gorgo
- Flutto
- Marea
- Vortice
- Nautilo
- Murena
- Grongo
- Sparide
- Spigola
- Cernia
- Dentice

Type 2:
- Alluminio
- Amianto
- Antimonio
- Bario
- Cadmio
- Cromo
- Ferro
- Fosforo
- Iridio
- Litio
- Magnesio
- Manganese
- Mercurio
- Oro
- Ottone
- Piombo
- Potassio
- Rame
- Rutenio
- Silicio
- Sodio
- Vanadio
- Zinco
- Zolfo

### Classe R(1943) ou Classe Romolo
- Remo
- Romolo
- R 3
- R 4
- R 5
- R 6
- R 7
- R 8
- R 9
- R 10
- R 11
- R 12

### Classe CB(sous-marins de poche)
- CB1
- CB2
- CB3
- CB4
- CB5
- CB6
- CB7
- CB8
- CB9
- CB10
- CB11
- CB12
- CB13
- CB14
- CB15
- CB16
- CB17
- CB18
- CB19
- CB20
- CB21
- CB22

## Sous le règne de la Marina Militare
Marina Militare (Drapeau usuel de 1946 à présent)

### Classe Gato(américain)
- Leonardo da Vinci - ex-USS Dace (SS-247)
- Enrico Tazzoli - ex-USS Barb (SS-220)

### Classe Balao(américain)
- Alfredo Cappellini - ex-USS Capitaine (SS-336)
- Evangelista Torricelli - ex-USS Lizardfish (SS-373)
- Francesco Morosini - ex-USS Besugo (SS-321)

### Classe Tench(américain)
- Primo Longobardo - ex-USS Pickerel (SS-524)
- Gianfranco Gazzana Priaroggia - ex-USS Volador (SS-568)

### Classe Tang(américain)
- Livio Piomarta - ex-USS Trigger (SS-564)
- Romeo Romei - ex-USS Harder (SS-568)

### Classe Toti
- Attilio Bagnolini
- Enrico Toti[1]
- Enrico Dandolo
- Lazzaro Mocenigo

### Classe Sauro
Sous-classe Nazario Sauro
- Nazario Sauro
- Carlo Fecia di Cossato
- Leonardo Da Vinci
- Guglielmo Marconi

Sous-classe Salvatore Pelosi
- Salvatore Pelosi
- Giuliano Prini

Sous-classe Primo Longobardo
- Primo Longobardo
- Gianfranco Gazzana Priaroggia

### Type 212 Aallemand ou Classe Todaro
- Salvatore Todaro
- Scirè[3]
- Pietro Venuti